# برج شرقی خرقان
برج شرقی خرقان مربوط به دوره سلجوقیان است و در شهرستان بوئین‌زهرا، بخش آوج، روستای حصار ارمنی واقع شده و این اثر در تاریخ ۲۳ خرداد ۱۳۵۶ با شمارهٔ ثبت ۱۳۹۵ به‌عنوان یکی از آثار ملی ایران به ثبت رسیده است.